# Viken (sjö)
Viken är en hästskoformad sjö i Karlsborgs kommun och Töreboda kommun i Västergötland och ingår i Motala ströms huvudavrinningsområde. Sjön är 25 meter djup, har en yta på 45,7 kvadratkilometer och befinner sig 92 meter över havet.
Sjön är belägen nordväst om Karlsborg och ansluter i öster och norr till länsväg 202 Karlsborg (Hanken)–Undenäs–Töreboda. Tiveden har tre stora sjöar: Viken, Unden och Skagern. Viken tar upp vatten från sjöarna Örlen i söder och Unden i norr. Vikens vatten går sedan via Forsviksån till Vättern som ett av dess största tillflöden.
Viken är den högst belägna sjön på västgötasidan av Göta kanal och vattenreservoar för densamma. Göta kanal passerar sjön via slussar vid Tåtorp i väster och Forsvik i öster.
1824 sprängde man sig igenom udden Spetsnäset, som sticker ut i Vikens östra del. På detta sätt skapades Spetsnäskanalen och Götakanalleden förkortades med 3 sjömil.
Sjön Viken var på 1800-talet viktig för skogs- och järnindustrin bland annat på Sätra Bruk. Det berodde på att det vid Vikens flöden var vattendrag som kunde nyttjas till kraft vid bruket. Viken var också vid samma tid en viktig transportled för timmer.

## Delavrinningsområde
Viken ingår i delavrinningsområde (649851-141764) som SMHI kallar för Utloppet av Viken. Delavrinningsområdets medelhöjd är 117 m ö.h. och ytan är 248,45 kvadratkilometer. Räknas de 41 delavrinningsområdena uppströms in blir den ackumulerade arean 840,54 kvadratkilometer. Edsån (Sågkvarnsbäcken) som avvattnar delavrinningsområdet har biflödesordning 2, vilket innebär att vattnet flödar genom totalt 2 vattendrag innan det når havet efter 150 kilometer. Delavrinningsområdet består mestadels av skog (57 %) och jordbruk (12 %). Avrinningsområdet har 47,85 kvadratkilometer vattenytor vilket ger avrinningsområdet en sjöprocent på 19,2 %.